# Криничное (Харьковская область)
Криничное (укр. Криничне) — село, Меловский сельский совет, Балаклейский район, Харьковская область.
Код КОАТУУ — 6320284002. Население по переписи 2001 г. составляет 127 (60/67 м/ж) человек.

## Географическое положение
Село Криничное находится на берегу реки Северский Донец (укр. Сіверський Дінець), в 2-х км от с. Меловая.

## Происхождение названия
Происходит от укр. Криниця — колодец. На территории Украины находится 11 сел с названием Криничное. Кроме этого, много населённых пунктов Криница, Криничеватое, Кринички.

## История
В переписи 1732 года «новопоселённая слободка Криничная на полковой жалованной земле» записана за Балаклейским сотником Степаном Михайловичем Лесаневичем, число мужских душ — 204.
Во время Великой Отечественной войны село Криничное было полностью разрушено и отстроено после войны заново.

## Экономика
- Садово-огородное товарищество «Криниця».

## Достопримечательности
- Памятник — место боя советских воинов стрелковой роты Павлова Д.С. с фашистами, 1943 г.[3]